# BBTS Bielsko-Biała
El BBTS Siatkarz Original Bielsko-Biała es un club de voleibol de Bielsko-Biała, en el voivodato de Silesia, en Polonia. Actualmente juega en la Polska Liga Siatkówki, la máxima categoría del país.

## Palmarés
- Copa Polaca
  - Ganador (1): 1994
    - 2 º lugar (1): 1992, 1993